# Manas (Francja)
Manas – miejscowość i gmina we Francji, w regionie Owernia-Rodan-Alpy, w departamencie Drôme.
Według danych na rok 1990 gminę zamieszkiwało 137 osób, a gęstość zaludnienia wynosiła 72 osób/km² (wśród 2880 gmin regionu Rodan-Alpy Manas plasuje się na 1484. miejscu pod względem liczby ludności, natomiast pod względem powierzchni na miejscu 1693.).